# Samandağ
Samandağ ist eine Stadtgemeinde (Belediye) im gleichnamigen İlçe (Landkreis) der Provinz Hatay in der türkischen Mittelmeerregion und gleichzeitig ein Stadtbezirk der 2012 gebildeten Büyükşehir Belediyesi Hatay (Großstadtgemeinde/Metropolprovinz). Samandağ ist seit der Gebietsreform ab 2013 flächen- und einwohnermäßig identisch mit dem Landkreis. Durch das schwere Erdbeben vom 6. Februar 2023 wurde Samandağ großflächig zerstört.

## Geografie
Der Kreis/Stadtbezirk hat im Norden Arsuz, im Nordosten Antakya, Im Osten Defne und im Süden Yayladağı als Nachbarn, im Westen bildet die Küste am Mittelmeer eine natürlich Grenze. Samandağ belegt im Bevölkerungs-Ranking Platz 5, im Flächen-Ranking Platz 7, die Bevölkerungsdichte liegt über dem Durchschnitt der Provinz (von 300 Einw. je km²).
Der antike Name Samandağs war Seleukia Pieria, der Hafen von Antiochia am Orontes. Die Kreuzfahrer nannten die Stadt St. Simeon. Andere Namen waren Dschabal Sam'an, Alevışık und Suwaidiyyah. Den heutigen Namen erhielt Samandağ 1948. Der türkische Name ist die Übersetzung des arabischen Namens Dschabal Sam'an, deutsch Berg des Simeon, nach dem Säulenheiligen Symeon Stylites der Jüngere, dessen Kloster in der Nähe liegt. Im Kreis Samandağ lag das letzte armenische Dorf der Türkei Vakıflı, jetzt ein Mahalle mit 128 Einwohnern (2020).

## Verwaltung
Der Kreis wurde 1948 aus dem ehem. Bucak Süveydiye des zentralen Landkreises (Merkez İlçe) der Hauptstadt Antakya gebildet (Gesetz Nr. 5071). Mit der Eigenständigkeit wurde Süveydiye in Samandağ umbenannt.
(Bis) Ende 2012 bestand der Landkreis neben der Kreisstadt aus den zwölf Stadtgemeinden (Belediye) Aknehir, Değirmenbaşı, Koyunoğlu, Kuşalanı, Mağaracık, Mızraklı, Sutaşı, Tavla, Tekebaşı, Tomruksuyu, Uzunbağ und Yaylıca sowie 31 Dörfern (Köy) in zwei Bucaks, die während der Verwaltungsreform 2014 in Mahalle (Stadtviertel/Ortsteile) überführt wurden. Die neun bestehenden Mahalle der Kreisstadt blieben erhalten, während die 27 Mahalle der o. g. zwölf Belediye vereint und zu je einem Mahalle zusammengefasst wurden. Durch Herabstufung dieser Belediye und der Dörfer zu Mahalle stieg deren Anzahl auf 42. Ihnen steht ein Muhtar als oberster Beamter vor.
Ende 2020 lebten durchschnittlich 2.958 Menschen in jedem Mahalle, 10.223 Einw. im bevölkerungsreichsten (Atatürk Mah.).

## Bevölkerung
Ein Großteil der Stadt sind alawitische Araber.
Die linke Tabelle zeigt die Ergebnisse der Volkszählungen, die E-Books der Originaldokumente entnommen wurden. Diese können nach Suchdateneingabe von der Bibliotheksseite des TÜIK heruntergeladen werden.
Die rechte Tabelle zeigt die Bevölkerungsfortschreibung des Kreises/Stadtbezirks Samandağ und den ländlichen Bevölkerungsanteil (in Prozent). Die Daten wurden durch Abfrage über das MEDAS-System des Türkischen Statistikinstituts TÜIK nach Auswahl des Jahres und der Region ermittelt.
| Volkszählung | Volkszählung             | Volkszählung               | Volkszählung             |
| Jahr         | 00Kreisbe-00 völkerung00 | 00städt. Be-00 völkerung00 | ländlicher Anteil (in %) |
| ------------ | ------------------------ | -------------------------- | ------------------------ |
| 1950         | 28452                    | 9175                       | 67,75                    |
| 1955         | 34264                    | 11118                      | 67,55                    |
| 1960         | 42137                    | 13912                      | 66,98                    |
| 1965         | 44960                    | 15990                      | 64,44                    |
| 1970         | 55111                    | 18131                      | 67,10                    |
| 1975         | 65506                    | 22540                      | 65,59                    |
| 1980         | 64998                    | 23672                      | 63,58                    |
| 1985         | 82934                    | 27477                      | 66,87                    |
| 1990         | 89202                    | 29857                      | 66,53                    |
| 2000         | 106754                   | 34641                      | 67,55                    |

| Bevölkerungsfortschreibung | Bevölkerungsfortschreibung | Bevölkerungsfortschreibung | Bevölkerungsfortschreibung |
| Jahr                       | 00Kreisbe-00 völkerung00   | 00Kreisstadt00             | ländlicher Anteil (in %)   |
| -------------------------- | -------------------------- | -------------------------- | -------------------------- |
| 2007                       | 124.830                    | 42.012                     | 66,34                      |
| 2008                       | 129.011                    | 43.528                     | 66,26                      |
| 2009                       | 129.124                    | 44.137                     | 65,82                      |
| 2010                       | 129.644                    | 4.918                      | 65,35                      |
| 2011                       | 129.424                    | 45.199                     | 65,08                      |
| 2012                       | 128.303                    | 44.912                     | 65,00                      |
| 2013                       | 116.151                    | 116.151                    | kein ländl. Anteil mehr    |
| 2014                       | 118.373                    | 118.373                    | kein ländl. Anteil mehr    |
| 2015                       | 117.770                    | 117.770                    | kein ländl. Anteil mehr    |
| 2016                       | 119.176                    | 119.176                    | kein ländl. Anteil mehr    |
| 2017                       | 119.558                    | 119.558                    | kein ländl. Anteil mehr    |
| 2018                       | 121.109                    | 121.109                    | kein ländl. Anteil mehr    |
| 2019                       | 122.223                    | 122.223                    | kein ländl. Anteil mehr    |
| 2020                       | 124.237                    | 124.237                    | kein ländl. Anteil mehr    |

## Sehenswürdigkeiten
Etwa sechs Kilometer östlich der Stadt liegt auf einem Hügel das Kloster des Symeon Stylites des Jüngeren. Im Dorf Çevlik befinden sich der Titus-Vespasianus-Tunnel, ein über einen Kilometer langer Wasserkanal, antike Stadtüberreste, eine Nekropole aus römischer Zeit und Reste von Skulpturen.
Im August kann hier die Unechte Karettschildkröte (Caretta Caretta) beobachtet werden.
Im Dorf Hıdırbey steht der angeblich 3000 Jahre alte Moses-Baum: er hat einen Durchmesser von bis zu 7,5 m, einen Umfang von 20 m und eine Höhe von 17 m. Der Sage nach soll Moses bei seinem Treffen mit dem Propheten Hızır seinen Stock in die Erde hineingestochen haben, der danach sofort Triebe angesetzt habe.